# Investigazione letale
Investigazione letale è un film del 1988 diretto da Simon Langton con Michael Caine, James Fox, Nigel Havers, Felicity Dean, John Gielgud, Kenneth Colley, Gordon Jackson, David Langton e Barry Foster. Il film è tratto dal romanzo omonimo di Jonh Hale.

## Trama
Il GCHQ, parte dei servizi segreti inglesi, è in grande fibrillazione: non sono pochi, infatti, gli agenti doppiogiochisti all'interno delle proprie file. A questo si aggiunge il processo di distensione fra USA e URSS che rischia di compromettere i consolidati rapporti con i colleghi americani in una mutata cornice internazionale.
Lo stesso uomo al vertice del GCHQ, Sir Adrian Chapple, è sospettato di essere al soldo dei Russi. Data la delicatezza della situazione (non si può infatti rendere pubblica l'accusa che minerebbe i rapporti di collaborazione con gli alleati americani e creerebbe uno scandalo politico), si decide di agire segretamente, eliminando alcuni agenti dei servizi segreti sospetti o scomodi. Tra questi Bob, un tranquillo specialista in lingua e letteratura russa che lavora al centro di ascolto del GCHQ per tradurre le intercettazioni telefoniche che vengono da oltre cortina.
Poco prima di morire, Bob aveva espresso al padre, Frank, un ex-militare di carriera che si era congedato e messo in affari, le proprie perplessità morali con il proprio lavoro ed il crescente clima di sospetto che si è instaurato fra colleghi a causa di fughe di notizie. Bob confida al padre che pensa di dimettersi e di sposare Cynthia Goodburn, donna divorziata che ha una figlia piccola da una precedente relazione con un collega di Bob, appartenentemente morto suicida.
Bob viene trovato morto dopo essere precipitato dal tetto della propria abitazione. La morte di Bob non persuade affatto Frank che si mette ad investigare per proprio conto.
La prima persona che Frank affronta è il giornalista Bill Pickett con il quale Bob era in contatto per fargli delle rivelazioni importanti. Dopo l'iniziale diffidenza, Frank accetta di farsi aiutare da Pickett, che però viene ucciso dai servizi in un elaborato incidente stradale. Al funerale di Bob, Frank viene avvicinato da un collega del figlio che gli rivela come sia stato un ex-commilitone di Frank, Charles Greig, ora nei servizi, a interrogarlo sulla lealtà di Bob. Frank incontra Greig e lo fa ubriacare con l'intenzione di strappargli la confessione che era a casa di Bob la notte della sua morte. Frank apprende che Greig non ha ucciso il figlio: il suo lavoro era solo quello di lasciare la porta aperta a coloro che avrebbero fatto il lavoro sporco. Greig rivela anche che Adrian Chapple è una talpa dei sovietici.
Essendosi avvicinato troppo pericolosamente alla verità, Frank viene prelevato dai servizi segreti britannici e condotto in una casa di campagna dove viene ammonito alla presenza dei più alti vertici dell'intelligence britannica. Durante il colloquio Frank apprende che suo figlio era ritenuto oramai fuori controllo: Bob, infatti, era intenzionato a rivelare alla stampa gli intrighi dei servizi ed è stato ucciso per proteggere il loro buon nome. L'intento era non far trapelare agli americani la profondità con la quale i russi erano riusciti a infiltrare l'intelligence britannica, nella speranza che la CIA potesse continuare a fidarsi dei britannici e condividere informazioni con loro.
Durante la parata del Giorno della Memoria, Frank si presenta alla residenza di Chapple a Whitehall, gli fa firmare una confessione e ne inscena il suicidio.